# Marija Marović
Marija Marović (ur. 16 września 1983 r. w Splicie) – chorwacka strzelczyni sportowa, uczestniczka igrzysk olimpijskich w Rio de Janeiro. 

## Igrzyska olimpijskie
Na igrzyskach olimpijskich w 2016 roku w Rio de Janeiro wzięła udział w zmaganiach w konkurencji pistoletu pneumatycznego z odległości 10 metrów. W kwalifikacjach zajęła 33. miejsce z wynikiem 377 punktów, co nie dało jej awansu do dalszego etapu rywalizacji. 
| Igrzyska | Miejscowość    | Konkurencja                 | Kwalifikacje | Kwalifikacje | Finał                   | Finał                   |
| Igrzyska | Miejscowość    | Konkurencja                 | Wynik        | Pozycja      | Wynik                   | Pozycja                 |
| -------- | -------------- | --------------------------- | ------------ | ------------ | ----------------------- | ----------------------- |
| IO 2016  | Rio de Janeiro | Pistolet pneumatyczny, 10 m | 377          | 33.          | Nie zakwalifikowała się | Nie zakwalifikowała się |